# Pedro Muñagorri
Pedro Muñagorri Laguía (Madrid, 1965) es un cocinero y sumiller español con raíces y formación en cocina vasco navarra y cocina internacional.  Ha participado en numerosos concursos gastronómicos como concursante y también como miembro de jurados.

## Biografía
Procedente de una familia de empresarios vascos afincados en Madrid, se crio en torno a las históricas papelerías "Miguel Muñagorri"  que regentaba  su padre en la calle Serrano esquina a Hermosilla, en el barrio de Salamanca, y otras, situadas en la calle Sevilla. Arlabán y Antonio Maura. Cursó sus estudios en el colegio Nuestra Señora del Pilar. En la UNED, en la Cámara de Comercio de Madrid y en la Escuela Superior de Hostelería de San Sebastián.

## Desarrollo como chef
Se formó como cocinero en la Escuela Superior de Hostelería de San Sebastián (1993-96) y como sumiller en la Cámara de Comercio de Madrid (2018).
Comenzó su carrera profesional en el restaurante Zeria de Fuenterrabía en el año 1990 como ayudante de cocina. Conoció los fogones como cocinero en varios establecimientos de Guipúzcoa: "Casa Nicolasa" de San Sebastián, "Zuberoa" en Oiartzun (con una estrella Michelin), "Marisqueria Txirpi” en Aguinaga, “Goiegi” de Lasarte, y “Zeria” de Fuenterrabía.
Poco después se incorporó  al restaurante “Juan Mari Humada” de San Sebastián, que contaba con una Estrella Michelin y en el que se especializó en pinchos de barra y cocina tradicional de mercado.  A partir de entonces su carrera es un ascenso cambio a diferentes restaurantes de Guipúzcoa (Kuluxka, Urbano, Itxaspe, El Anzuelo), y Palma de Mallorca (Hotel Bon Sol ****). Se trasladó a Villarrica (Chile) donde trabajó en la cocina de "La Casona Española".
Llegó a regentar las cocinas del Hotel Monte Igueldo **** entre 1998 y 2001. Tras su matrimonio con la madrileña Pilar Rico-Avello, se trasladó a Madrid, donde ocupó la jefatura de cocina de la tradicional "Casa Nicolasa" en la Calle de Velázquez y el sofisticado "Enriich" en La Moraleja.

## Actividad profesional

### Muñagorri
En 2008 montó su propio restaurante “Muñagorri” (2008-2021) ubicado inicialmente en Las Rozas y después en Madrid, en la calle Padilla, del barrio de Salamanca. Elogiado por los críticos gastronómicos y amantes de la buena mesa, organizado como un gastrobar de autor con una barra de pinchos y raciones, y un elegante comedor,   Estaba enfocado en los productos de temporada, elaborados con un corte clásico e influencia de las recetas tradicionales de la cocina vasco-navarra y contaba con una seleccionada bodega. Entre las innovaciones que incorporó, que le valieron los elogios de la crítica, están las distintas elaboraciones con algas.  
Según el crítico gastronómico Alberto Granados: 
“Siendo innovador, no se vuelve loco, sino que le da una vuelta a la cocina tradicional para adaptarla a las nuevas modas, pero sin perder la esencia de la cocina del recuerdo, la de las abuelas, reflejada principalmente en sus guisos y la calidad del producto".  
Parte de su creatividad se vuelca en las presentaciones, selección de los mejores productos de mercado y técnicas de 
elaboración, incorporando como novedad, ahumadores y aromatizadores que se emplean al momento frente al comensal. Su experiencia como cocinero le lleva a elogiar el orden en la cocina y la utilización de cuchillos especializados para cada tipo de alimentos.
“Muñagorri” recibió en 2017 un Sol Repsol, el premio que concede la guía gastronómica y de viajes española. Fue elegido por la Guía Sibarita como el mejor restaurante de Madrid y Mejor restaurante de cocina tradicional en el diario El Mundo. Está considerado entre los 50 chefs más destacados de España. Es parte de diferentes asociaciones de cocineros y miembro de La Cofradía Vasca de Gastronomía.

### Restauración y actividades
Tras la pandemia de COVID-19, Muñagorri cerró sus puertas, y Pedro se reconvirtió en chef privado. Regentó la hostelería del Real Club de Golf de La Toja. (Pontevedra) Y fue chef de varios Masters Internacionales de Golf en Sotogrande (Cádiz) 
Fue representante de los chefs españoles en las jornadas sobre gastronomía española organizadas por la Embajada de España en Libia, colaborando en la formación en Cocina Occidental y Española a los mejores Chefs del país. 